# Havraníky

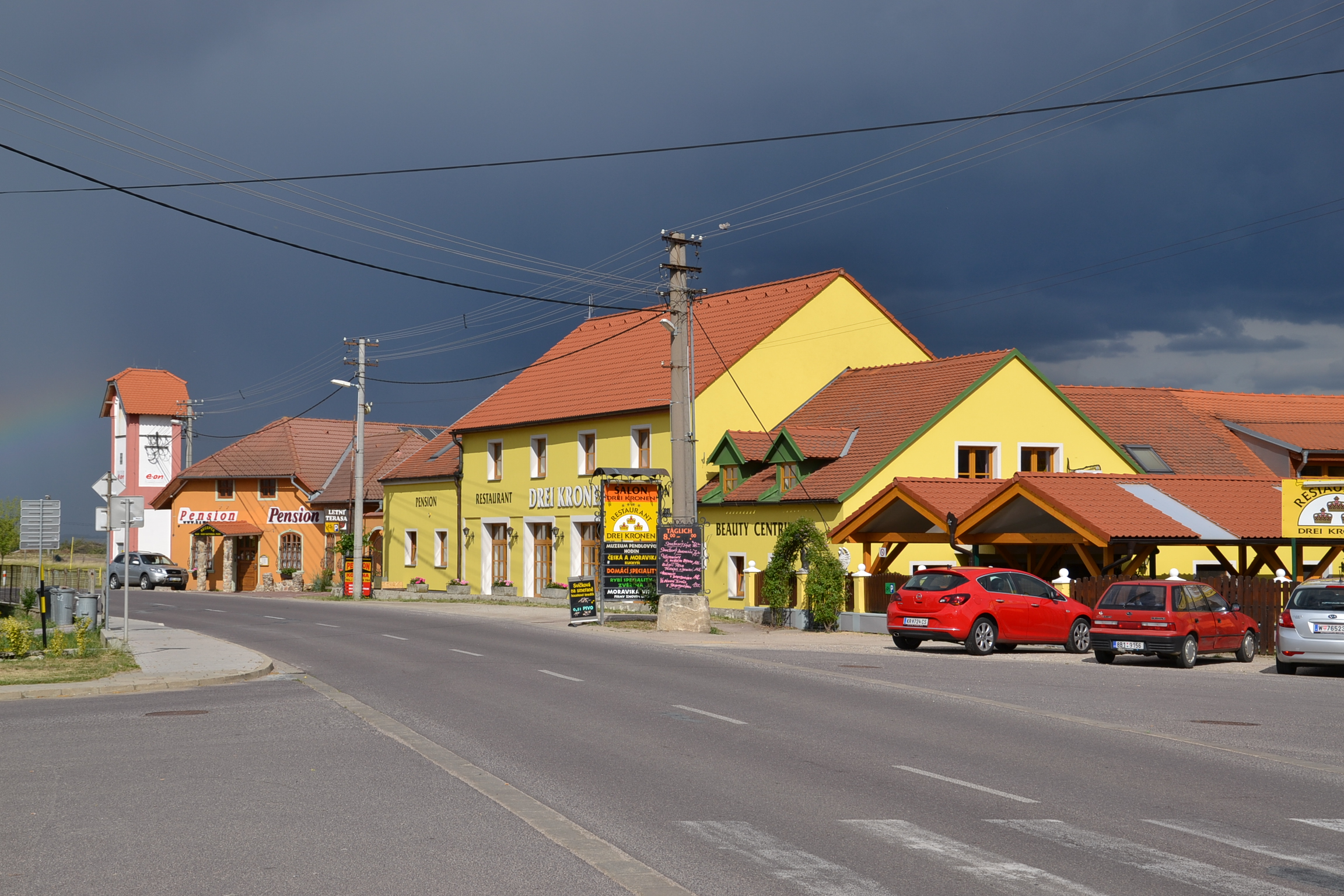
Gasthaus "Drei Kronen"

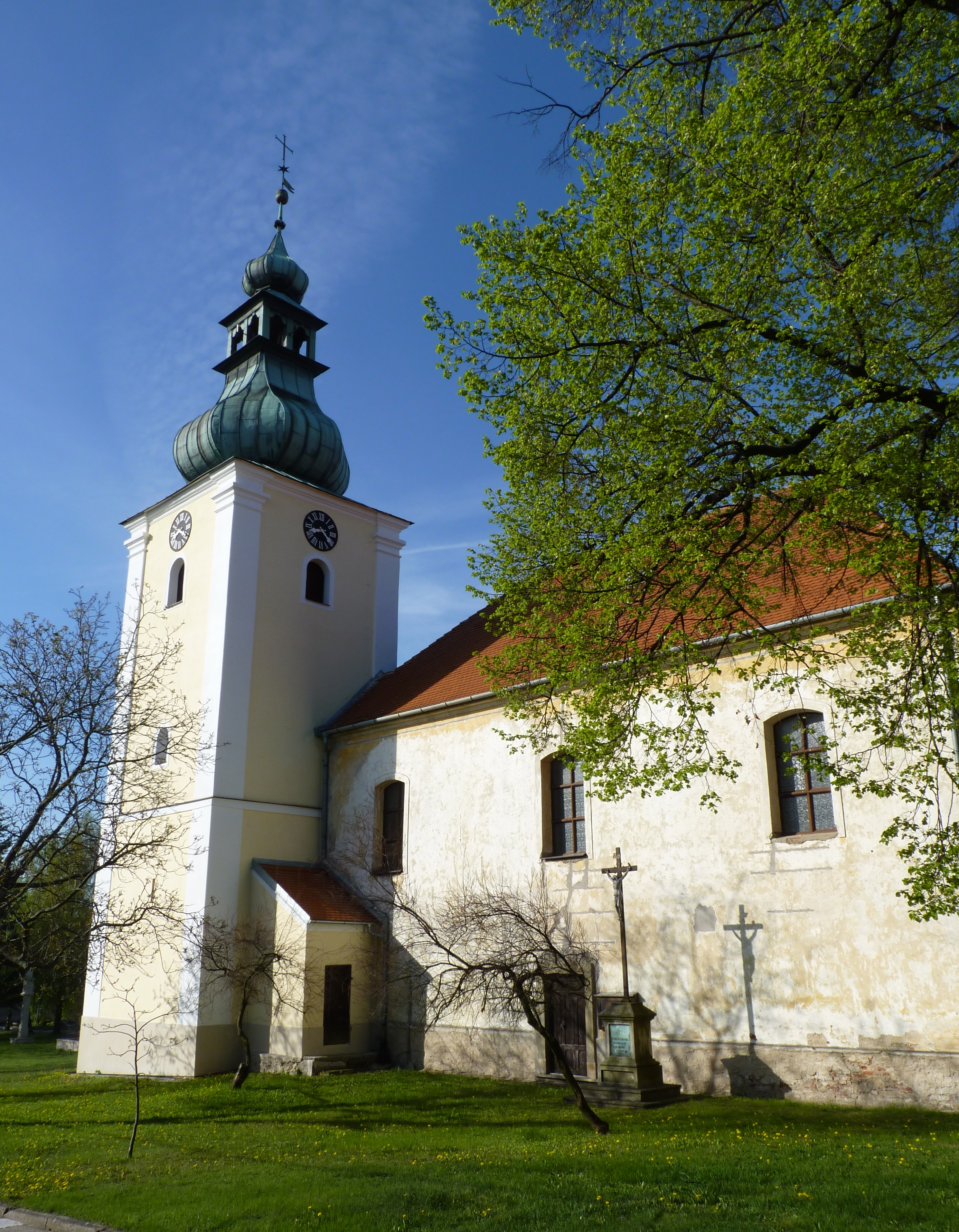
Kirche St. Leonhard

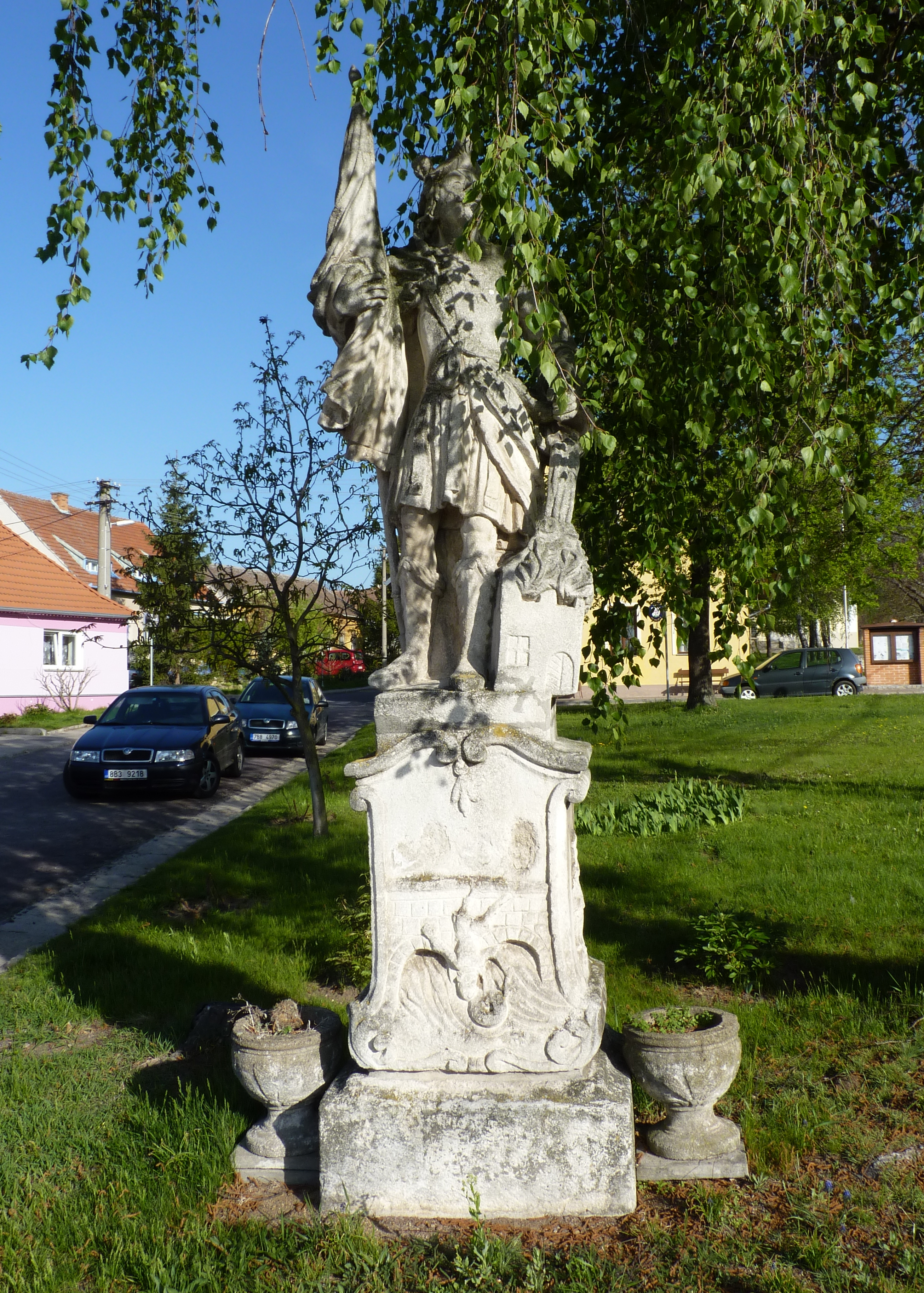
Statue des hl. Florian

Havraníky (deutsch Kaidling) ist eine Gemeinde im Okres Znojmo (Bezirk Znaim), Jihomoravský kraj (Region Südmähren) in der Tschechischen Republik. Sie befindet sich etwa sechs Kilometer südwestlich der Stadt Znojmo (Znaim), unweit der Grenze zu Österreich.

## Geographie
Der Ort  ist als ein Längsangerdorf angelegt. Im Osten erhebt sich der Pustý kopec bzw. Na Dalekých (Dürrehügel, 264 m. n.m.), südlich die Skalky (Süßenberg, 312 m. n.m.), im Südwesten der Staré vinice (Dreitheiler, 339 m. n.m.) sowie nordwestlich der Podmolí (Obere Haid, 401 m. n.m.). Gegen Westen befindet sich der als Devět mlýnů (Neunmühlen) bezeichnete Abschnitt des Thayatales mit dem Mäander am Šobes. Durch den Ort führt die Staatsstraße II/413 zwischen Znojmo und Mitterretzbach, die sich auf österreichischem Gebiet als Weinviertler Straße B303 fortsetzt.
Nachbarorte sind Popice im Norden, Nový Šaldorf im Nordosten, Načeratice und Vrbovec im Osten, Chvalovice im Südosten, Šatov im Süden, Hnanice  im Südwesten sowie Podmolí im Nordwesten.

## Geschichte
Die Anlage des Ortes und die bis 1945 gesprochene „ui“- Mundart (bairisch-österreichisch) mit ihren speziellen Bairischen Kennwörtern weisen auf eine Besiedlung durch bayrische deutsche Stämme hin, wie sie, um 1050, aber vor allem im 12/13. Jahrhundert erfolgte. Zum ersten Mal urkundlich erwähnt wurde Havraníky im Jahre 1269. In der Urkunde wurde vom Abt des Klosters Bruck dem Ort das Zehent für die Weinberge erlassen. 5 Jahre später wurde diese Urkunde von Bischof Bruno von Olmütz bestätigt. Der Weinbau war in Kaidling schon immer mit viel Eifer betrieben worden, was sich in den nächsten Jahrhunderten auch nicht änderte. 1314 gelangt ein Otto von Gaya in den Besitz des Gutes Kaidling. Im späteren 14. Jahrhundert kam zuerst ein Teil des Ortes und kurze Zeit später der gesamte Ort unter die Herrschaft der Propstei Pöltenberg. Noch vorhandene Mauerreste belegen, dass der Ort befestigt und durch zwei Tore abgeschlossen war. Während des Dreißigjährigen Krieges verlor der Ort durch Plünderungen und Krankheiten 70 Bewohner, so dass 27 Häuser leer standen. In den Jahren 1734 und 1830 wüteten Großbrände in Kaidling. 1822 visitierte Ordenssekretär Carl Postl das Wirtshaus und die Schule. Im Jahre 1832 brach die Cholera im Ort aus und forderte 42 Opfer.
Im Laufe der Jahre änderte sich die Schreibweise des Ortes mehrmals. So schrieb man im 13. Jahrhundert Kovernich, 1397 Chovernik, 1513 Khayrnik, 1524 Kahydlink und schließlich ab 1672 Kaidling. Ab dem 14. Jahrhundert gehörte der Ort zur Propstei der Kreuzherren mit dem roten Stern auf dem Pöltenberg.
Nach dem Ersten Weltkrieg und den Vertrag von Saint-Germain wurde der Ort, der im Jahre 1910 zu 99 % von Deutschsüdmährern bewohnt war, zu einem Bestandteil der neuen Tschechoslowakischen Republik. In der Zwischenkriegszeit kam es durch Neuernennung von Beamten zu einem vermehrten Zuzug von Personen tschechischer Nationalität. Im Jahre 1931 wurde die Freiwillige Feuerwehr Kaidling gegründet. Nach dem Münchner Abkommen, 1938, gehörte Südmähren und somit Kaidling zum Reichsgau Niederdonau.
Nach dem Ende des Zweiten Weltkrieges, der 46 Opfer forderte, kam die Gemeinde wieder zur Tschechoslowakei zurück. Nach dem Abzug der Sowjetarmee nahmen ortsfremde, tschechische „Hausverwalter“ die Häuser der deutschen Ortsbewohner in Besitz. Um den folgenden Exzessen und Drangsalierungen zu entgehen, flüchteten viele der Deutschsüdmährer über die nahe Grenze nach Österreich oder wurden hinüber getrieben. Die „offizielle“ Zwangsaussiedlung der letzten 82 deutschen Bürger erfolgte am 27. August und 18. September 1945 nach Deutschland. An den Vertreibungsfolgen starben fünf Personen. Fünf Personen verblieben im Ort. Laut dem Beneš-Dekret 108 wurde das Vermögen der deutschen Einwohner sowie das öffentliche und kirchliche deutsche Eigentum konfisziert und unter staatliche Verwaltung gestellt. Die in Österreich befindlichen Ortsbewohner wurden bis auf 31 %, in Übereinstimmung mit den ursprünglichen Überführungs-Zielen des Potsdamer Abkommens, nach Deutschland weiter transferiert. Anschließend wurde der Ort durch Einwohner aus der Mährischen Walachei neu besiedelt.
Matriken führt der Ort seit dem Jahre 1637. Alle Geburts-, Trauungs- und Sterbematriken bis zum Jahre 1949 befinden sich im Landesarchiv Brünn.

## Wappen und Siegel
Das älteste erhaltene Siegel stammt aus dem 17. Jahrhundert. Es zeigt das Propsteiwahrzeichen mit dem Stern, welches von vier weiteren Sternchen umgeben ist. Weiters zeigt es ist ein Rebstock mit Trauben beseitet von einem Rebmesser. Nach dem Auflösen der Klöster unter Kaiser Joseph II. benutzte die Ortschaft ein Siegel mit einem zweiblättrigen Rebstück samt Weintrauben.

## Bevölkerungsentwicklung
| Volkszählung | Einwohner gesamt | Volkszugehörigkeit der Einwohner | Volkszugehörigkeit der Einwohner | Volkszugehörigkeit der Einwohner |
| Jahr         | Einwohner gesamt | Deutsche                         | Tschechen                        | Andere                           |
| ------------ | ---------------- | -------------------------------- | -------------------------------- | -------------------------------- |
| 1880         | 652              | 622                              | 25                               | 5                                |
| 1890         | 695              | 690                              | 3                                | 2                                |
| 1900         | 711              | 707                              | 3                                | 1                                |
| 1910         | 759              | 754                              | 2                                | 3                                |
| 1921         | 673              | 604                              | 49                               | 20                               |
| 1930         | 621              | 557                              | 37                               | 27                               |

## Sehenswürdigkeiten
- Pfarrkirche St. Leonhard (anstelle einer Kapelle, die 1752 abgetragen wurde) (erbaut 1771, erneuert 1815/16)
- Floriani-Säule (1. Hälfte 18. Jahrhundert)
- Johann-von-Nepomuk-Säule (1760)
- Marienkapelle
- Kriegerdenkmal (1922)

## Brauchtum
Reiches Brauchtum bestimmte den Jahresablauf der 1945/46 vertriebenen, deutschen Ortsbewohner:
- Der Kirtag fand am zweiten Sonntag nach Maria Geburt (8. September) statt.[6]

## Sagen aus dem Ort
Unter den deutschen Ortsbewohnern gab es eine Vielzahl von Mythen:
- Thayana als verführerisches Mädchen
- Felsenreste der sagenhaften Thayana[11]